# Malacopteron
Malacopteron là một chi chim trong họ Pellorneidae.

## Các loài
- Malacopteron affine
- Malacopteron albogulare
- Malacopteron cinereum
- Malacopteron magnirostre
- Malacopteron magnum
- Malacopteron palawanense